# Datendiode

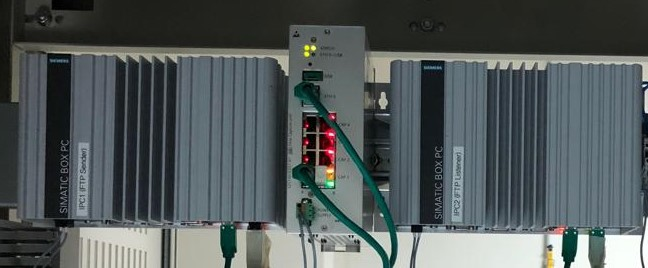
Datendiode (unidirectional gateway)

Eine Datendiode, englisch unidirectional gateway, ist eine Komponente in IT-Netzwerken, welche die Kommunikation unidirektional gewährleistet. Dies kann nötig werden, wenn Übergänge zwischen Netzen bestehen, welche unterschiedlich hohen Sicherheitsanforderungen unterliegen. So kann z. B. gewährleistet werden, dass Komponenten in einem Netzwerk mit hohen Sicherheitsanforderungen mit Updates wie Antiviren-Signaturen oder Patches versorgt werden können, ohne dass die Gefahr eines Datenabflusses besteht.